# شهرستان ویهرووو
شهرستان ویهرووو (به لاتین: Wejherowo County) یک شهرستان در لهستان است که در استان پومرانی واقع شده‌است.

## خصوصیات
شهرستان ویهرووو ۱٬۲۷۹٫۸۴ کیلومترمربع مساحت و ۱۸۱٬۸۳۴ نفر جمعیت دارد.